# Jarmark marnosti
Jarmark marnosti: Román bez hrdiny (v originále Vanity Fair: A Novel without a Hero) je román anglického spisovatele Williama Makepeace Thackeraye, který byl poprvé publikován na pokračování v časopise Punch v letech 1847 až 1848. Bylo to první dílo, které Thackeray publikoval pod svým vlastním jménem a mezi čtenářskou obcí bylo velmi oblíbené. Kniha, která byla napsána jako satirická kritika anglické společnosti 1. poloviny 19. století, je dnes považovaná za klasické dílo anglické literatury.

## Děj
Román sleduje životní osudy dvou žen a několika mužských postav, které se objevují v jejich okolí a odehrává se v Anglii, Německu, Belgii a okrajově i v ostatních zemích Evropy a Indii. Ústřední postavou je Becky (Rebecca) Sharpová, jejíž jméno samotné signalizuje, že se jedná o podnikavou, aktivní dívku, která je odhodlaná nenechat se ovlivňovat svým okolím. Narodila se jako dcera francouzské pěvkyně a nepříliš úspěšného anglického malíře, a tento její původ ji v konzervativní společnosti počátku 19. století odsoudil do společensky podřadného postavení. Becky Sharpová je schopná, inteligentní, krásná a je odhodlaná těchto svých vlastností, kterými převyšuje své okolí, využít co nejplnější měrou ke společenskému postupu. Je to jedna z mála postav v celém románu, která chápe, jakým způsobem funguje požitkářská, ve svých principech mělká a navíc pokrytecká a chamtivá anglická společnost doby napoleonských válek. Becky tyto povahové rysy většiny příslušníků vyšších vrstev zná a s lidmi ve svém okolí manipuluje jako se šachovými figurami, aby dosáhla svých cílů.
Jako protipól vůči Becky v knize funguje její přítelkyně Amelia Sedleyová, která pochází z rodiny obchodníků, která vlivem příznivých majetkových poměrů postoupila na společenském žebříčku o několik příček nahoru. Její vlastnosti do značné míry kopírují ideál dívky 19. století. Amelie je hezká, milá, submisivní, ale také hloupá, pasivní a nudná. Představuje typickou členku středních vrstev, která se celou svou vůlí upne na jednoho muže, ať již si její lásku zaslouží či ne. Je to nejvýraznější ukázka toho, jak Thackeray pracuje s idealizovanými typy hrdinů.
Příběh začíná v okamžiku, kdy obě dívky opouštějí Akademii pro mladé dámy slečny Pinkertonové, kde dokončily své vzdělání. Zatímco Amélie se vrací k rodině, kde na ni čeká i snoubenec George Osborne, chudá i když mnohem schopnější Becky Sharpová je odsouzená k životní roli guvernantky v lépe situovaných rodinách. Před nástupem na své první místo má ještě strávit několik dní v rodině své přítelkyně. Zde se seznámí s většinou pro román důležitých mužských postav. Améliin starší bratr Joseph Sedley je stárnoucí přitloustlý a marnivý dandy, který část svého života strávil ve službách britského impéria v Indii. Vůči rafinovanému svádění Becky je takřka bezmocný a až zásah kapitána Osborna, který by v žádném případě nesnesl v rodině bývalou guvernantku, ho odradí od návrhu ke sňatku. Zklamaná Becky, pro kterou by výhodný sňatek byť ne s ideálním partnerem znamenal vzestup do přijatelné společnosti odjede pracovat do rodiny Sira Pitta Crawleyho, kde má vzdělávat jeho dvě dcery. Svými schopnostmi a praktičností se pro tuto rodinu zkrachovalého šlechtice stane brzy nepostradatelnou (natolik, že po smrti své druhé ženy ji Sir Crawley požádá o ruku – ovšem v této době je již Becky tajně provdaná).
K rodině Sira Crawleyho patří i jeho bohatá sestra slečna Crawleyová, u které se zdržuje i mladší Crawleyův syn kapitán Rawdon Crawley. Předpokládá se o něm, že se stane hlavním dědicem majetku slečny Crawleyové a tak se samozřejmě stane objektem zájmu Becky Sharpové, která jej svede a uzavře s ním tajný sňatek. Rawdon Crawley se brzy plně dostane do vleku své schopné ženy, která pevně organizuje jejich společný život. Ten se zkomplikuje v okamžiku, kdy se slečna Crawleyová dozví o tajném sňatku a přestože Becky do té doby byla její favoritkou a přes proklamovanou liberálnost ve vztahu k lidem s nestejným společenským postavením, Rawdona Crawleyho a jeho ženu zatratí.
V té samé době se dramaticky změní i osudy Amelie. Její otec zbankrotuje v období hospodářské krize roku 1811 a Georgův otec začne na syna vyvíjet tlak, aby se známosti s Amelií vzdal a uzavřel sňatek se společensky přijatelnější partnerkou. George těmto tlakům při své sebestřednosti snadno podléhá, ale jeho přítel William Dobbin, v té době již hluboce do Amelie zamilovaný, jej přesvědčí splnit své slovo a nakonec dojde ke sňatku, který George Osborna odcizí od jeho rodiny.
Píše se rok 1815 a členové britské armády jsou povoláni do Bruselu, kde se má zformovat poslední aliance proti Napoleonovi. Rawdon Crawley, George Osborne a William Dobbin odjíždí také, doprovázeni Becky a Amelií. V této době, jen krátce po sňatku se začíná flirt mezi Becky a Georgem, který jí v předvečer bitvy u Waterloo navrhuje společný útěk. Další události však opět změní kartu. George Osborne v bitvě padl a Amelie se náhle stala vdovou, která kromě starosti o jejich draze milovaného syna, nežije pro nic jiného než zbožňovanou památku svého muže, u kterého sice mohla pozorovat a pozorovala množství negativních povahových rysů jako sobeckost, ješitnost, necitlivost a konečně lhostejnost vůči sobě samé, ale jehož hanebné chování rychle zapomněla.
Pro Becky a Rawdona začal nový život, kdy si nejdříve v Paříži a pak i v Londýně dokázali v podstatě zcela bez příjmů udržovat jistou společenskou úroveň a to na úkor důvěřivých lidí, od kterých si půjčovali peníze nebo jejichž služby užívali na dluh, který nehodlali nikdy splatit. Po asi deseti letech do života teď již tříčlenné rodiny (Becky se brzy po roce 1815 narodil syn, který jí ale byl zcela lhostejný) vstoupil lord Steyne, vskutku dekadentní postava, který začal Becky finančně pomáhat a v podstatě si ji i kupovat. Manželská krize vypukla naplno, když lord Steyne fingoval Rawdonovo zatčení pro dluhy, aby si mohl uvolnit dům, kde chtěl strávit noc s Becky. Ta byla do této hry evidentně zasvěcená, protože zdržovala Rawdonovo propuštění, i když dluh, pro který byl zatčen, nebyl velký. Rawdon se pomocí rodiny dostal neočekávaně z vězení již druhý den večer a našel svou ženu s lordem Steynem in flagranti.
Manželství se vlivem těchto událostí po deseti letech rozpadlo a Becky, odsouzená rodinou i slušnou společností začala trávit svá další léta na kontinentě jako dobrodružka a karetní hráčka, zatímco v té samé době se otočilo štěstí tváří k Amelii. Ta po smrti svého manžela žila se svými rodiči v chudobě, odmítla nepřímou Dobbinovu nabídku k sňatku. Dobbin proto odjel na dlouhá léta do Indie. Amelie zasvětila svůj život svému synovi, který začal rychle růst do podoby (i povahové) svého otce. Když se situace rodiny Sedleyů vlivem neustálých obchodních machinací Ameliina otce ukázala být zoufalou, rozhodla se přistoupit na nabídku staršího Osborna, který byl ochotný vzít si svého vnuka k sobě, vychovat ho a učinit z něj svého dědice. Mírně zlepšená finanční situace nemohla nahradit ztrátu milovaného syna a následující roky byly pro Amelii těmi nejhoršími v jejím životě. Vše se změnilo až s příjezdem Josepha Sedleyho a Williama Dobbina, který zámožného Josepha přesvědčil, že by si měl Amelii a dožívajícího otce vzít k sobě do domu. Brzy po Ameliině společenské restauraci zemřel i starý Osborne, malý Georgy se stal jeho dědicem a znovu začal žít se svou matkou. Nadále zůstával jen nevyjasněný vztah s Dobbinem, který nadále věrně stál při Amelii, ale ta jej neustále odmítala s ohledem na památku svého muže.
Joseph, Dobbin a Amelie s Georgym se vydala na kontinentální výlet, kde se delší dobu zdrželi v Německu. Zde Joseph a Georgy náhodou narazili v jednom z kasin na nuzně se živící Becky. Becky se rychle i přes Dobbinova varování, podařilo převzít kontrolu především nad naivním a slabým Josephem. Amelie se po počáteční vlně přátelství z její společnosti stáhla, když se dozvěděla, v jakém nechutném skandálu hrála kdysi Becky hlavní roli.
Román nemá překvapivé finále. Tak jako Becky polooficiálně parazituje na Josephovi až do jeho smrti, tak se Amelie (jako plazivý břečťan) provdá za Dobbina, když se od Becky (snad jediný Rebečin nezištný čin za celou dobu) dozví o Georgově návrhu z Bruselu 1815. Manželství ale není šťastné, protože William již v době sňatku ví, že si bere nezajímavou a hloupou ženu, která jej celá léta využívala aniž by byla ochotná jeho lásku opětovat.

## Název
Název Jarmark marnosti pochází z alegorické novely Johna Bunyana Poutníkův pochod z roku 1678, kde se v jedné scéně vyskytuje vesnice s názvem Vanity (marnost), v níž se zrovna koná trh. Thackeray se již v úvodu svého díla stylizuje do postavy principála, který na takovém trhu předvádí loutkové divadlo. Postavy jeho románu jsou pak těmito loutkami, které principál vede na provázcích skrz celý příběh. Tímto způsobem měl Thackeray alegoricky vyjádřit skutečnost, že jeho postavy (stejně jako lidé ve skutečném životě) nemohou jednat samostatně, ve veškerém svém počínání jsou vedeni společenskými konvencemi, pravidly a omezeními.
Podtitul Román bez hrdiny se týká několika skutečností: žádná z postav nemůže být považována za hrdinu, protože je nějakým způsobem zdeformovaná ve svém charakteru (na druhou stranu není žádná z nich jen čistě záporná). Tato skutečnost vyplývá z autorova nároku (a zároveň kritiky vůči soudobým romanopiscům), že postavy a děj musí být postaveny realisticky. I Becky Sharpová je k svému pletichaření a přetvářce donucená už situací, do které se narodila. Jako dcera umělce a francouzské tanečnice na sobě nese stigma, které by ji za normálních okolností doživotně odsoudilo do podřadného postavení.
Určitým způsobem se vůči názvu vymezuje i záběr událostí, které si autor vybírá jako stěžejní pro vývoj svého děje. Děj se odehrává v době napoleonských válek, tedy v době historicky pohnuté, součástí knihy jsou dokonce i bezprostřední chvíle, kdy probíhala bitva u Waterloo. Thackeray přesto popisuje ne průběh samotné bitvy, které se účastní několik hlavních mužských postav, ale zůstává se ženami v Bruselu, kde popisuje jejich běžné starosti (pouze v některých případech obohacené o strach o milovaného muže), jakoby čtenáři chtěl tímto opomenutím skvělé příležitosti k popisu hrdinských a velkých činů čtenáři sdělit, že jsou to každodenní nicotné starosti a malicherné pletichy, které tvoří kostru života jeho postav. V tomto přístupu je román často srovnáván s dalším velkým literárním dílem 19. století Tolstého Vojnou a mírem, kde je na historický detail kladen důraz mnohem větší.

## Vlivy
Thackeray se při tvorbě tohoto románu inspiroval kompozičními postupy Henryho Fieldinga (např. jeho postava vševědoucího vypravěče), stejně tak jej ovlivnila i kniha Laurence Sterna Tristram Shandy (od něj převzal metodu dialogu mezi fiktivním vypravěčem a hypotetickým čtenářem).

## Překlady do češtiny
- 1880 – Václav Emanuel Mourek, Tržiště života
- 1930 – Josef Julius David, Trh marnosti
- 1950 – Vojtěch Bláha, Trh marnosti
- 1965 a 1981 – Aloys Skoumal